# Ethioterpia janenschi
Ethioterpia janenschi är en fjärilsart som beskrevs av M.Gaede. Ethioterpia janenschi ingår i släktet Ethioterpia och familjen nattflyn. Inga underarter finns listade i Catalogue of Life.